# The Mash
The Mash (ザ マッシュ) は、日本のロックンロールバンド。
2013年に結成。

## 概要
由来
バンドの名前について、Vo.HALは「やめたベーシストが決めたので分かりません。バンド名は変えるな!とKING BROTHERSのケイゾウさんに言われたのでそのままにしています。」と語っている。

## メンバー
- HAL（ハル）（1996年10月７日-）-ボーカル・ギター、作詞作曲。愛とヘイトを歌う。
- RYO（りょう）（1996年7月4日-）-ギター・コーラス
客席にダイブし、床を転げ回るなど激しいライブパフォーマンスをするが、普段は温厚。
- GB（ジービーなつき）（1996年8月1日-）-ドラム・コーラス
The Mashの酒担当。
- みやち（1998年2月14日-）-ベース・コーラス
2019年オーディションにて加入。

### 元メンバー
- ヒロト（ベース、初期メンバー）
- K（ドラム、初期メンバー）
- ほぼけん（ベース）

## 略歴
- 2014年　HAL、K、ヒロトでスリーピースバンドとして結成。
- 2014年　渋谷aubeにてYellow Studs、矢沢洋子&THE PLASMARS、ロリータ18号、THE LET'S GO'S、JOSY等の前座を務める。
- 2015年　KING BROTHERSとの対バンオーディションで、助っ人殺し屋バンドに選ばれる。
- 2016年　ベースのヒロト脱退。ライブ中にHALが骨折したことを機に、リードギターを共に募集する。
- 2016年　Gt.RYO、Ba.ほぼけん加入。現在の4ピーススタイルへ。
- 2017年　テレビ東京の番組「水曜日のエンターテイメントバトル　エンタX」に出演し、審査員全員の票を獲得。三週連続で勝利を収め、決勝戦へと進む。
- 2017年　初となる全国流通フルアルバムを「ファースト」をSPACE SHOWER MUSIC[1]よりリリースし、愛知県、大阪府、兵庫県、広島県、三重県などでツアーライブを行う。
- 2018年　テレビ東京の番組「水曜日のエンターテイメントバトル　エンタX」決勝戦に出演する。審査員は釣俊輔、もふくちゃん等。特別審査員賞を受賞。
- 2019年　やれんの？ワンマンライブⅣにて　Dr.K、　Ba.ほぼけんが脱退し、Dr.GB、Ba.みやちが加入。新メンバーでのライブは横浜のクルーズ船の上で行われた。
- 2020年　1.5thアルバム「One Point Five」をリリース。
- 2021年　オリジナルカセットプレイヤー、カセットシングルをリリース。

## ディスコグラフィ
|  | 発売日 | タイトル                   | 規格品番  | 収録曲 | 備考                 |
|  | ------ | -------------------------- | --------- | ------ | -------------------- |
|  | 2014   | 少女、バースト、病みまして | MASH-0001 | 3曲    | 会場限定販売。SOLD   |
|  | 2017   | あの子の為に揺れるベッド   | MASH-0003 | 2曲    | 会場限定販売。SOLD   |
|  | 2017   | 今日も深夜二時             | MASH-0004 | 2曲    | 会場限定販売。SOLD   |
|  | 2018   | Rolling                    | MASH-0006 | 2曲    | デジタル配信シングル |
|  | 2021   | カセットシングル1          | MASH-0007 | 2曲    | カセットテープ販売   |
|  | 2021   | カセットシングル2          | MASH-0008 | 2曲    | カセットテープ販売   |

|  | 発売日 | タイトル       | 規格品番  | 収録曲 | 備考           |
|  | ------ | -------------- | --------- | ------ | -------------- |
|  | 2015   | 誰にも言えない | MASH-0002 | 6曲    | 会場限定販売。 |
|  | 2017   | ファースト     | DDCR-1012 | 10曲   | 全国流通盤     |
|  | 2020   | One Point Five | MASH-0005 | 5曲    | 会場限定販売。 |

## ミュージックビデオ
| 曲名                   | 監督       |
| ---------------------- | ---------- |
| 「最終回」             | 李潤希     |
| 「あしたのこと」       | 馬込将充   |
| 「I hate your son(g)」 | 鈴木雪之介 |
| 「リボン」             | HAL        |

| 曲名                                   | メディア           | オンエア      |
| -------------------------------------- | ------------------ | ------------- |
| 「SDR(テレビライブ)」                  | テレビ東京 エンタX | 2017/10/11 OA |
| 「Baby Rock Show（テレビライブ）」     | テレビ東京 エンタX | 2018/3/28 OA  |
| 「I hate your son(g)（テレビライブ）」 | テレビ東京 エンタX | 2017/10/4 OA  |

## 主なライブ
- The Mashやれんの?ワンマンライブI（2017-下北沢DaisyBar）
- The Mashやれんの?ワンマンライブII（2018-渋谷Milkyway）
- The Mashやれんの?ワンマンライブIII（2018-渋谷Milkyway）
- The Mashやれんの?ワンマンライブIV（2019-渋谷Milkyway）
- The Mashやれんの?ワンマンライブV（2020-渋谷Milkyway）

## 出演イベント
- ロックンロール新世紀